# 王三接 (順治進士)
王三接，山東曹縣人。清朝政治人物，同進士出身。

## 生平
崇禎十二年（1639年），鄉試中舉。順治三年（1646年）丙戌科進士。授山西汾西縣知縣。